# 根室交通
根室交通株式会社（ねむろこうつう）は北海道根室市にある日本最東端のバス会社。かつては名鉄グループに所属していたが現在は北都交通グループに属する。

## 概要
根室から歯舞を走っていた根室拓殖鉄道（根室拓殖軌道）の後継会社でもある。また、日本で最も東に本社がある路線バス会社でもある。札幌と根室の直通バスを運行している。

## 沿革

### 年表
- 1951年（昭和26年）：2月13日 設立。
- 1961年（昭和36年）：7月1日 根室拓殖鉄道と合併。
- 1965年（昭和40年）：12月27日 名古屋鉄道と資本提携、名鉄グループ入り。
- 1970年（昭和45年）：4月1日 東北海道貸切バス事業協同組合発足、加盟。
- 1989年（平成元年）：4月30日 JR標津線廃止に伴い、代替輸送を開始。
- 1992年（平成4年）：名古屋鉄道が保有する株式を北都交通へ売却、名鉄グループを離脱。
- 1994年（平成6年）：5月1日 根室市観光インフォメーションセンター、根室駅前ターミナル供用開始。本社をセンター内に移転し本社営業所を有磯営業所に変更。

## 営業所・案内所
本社

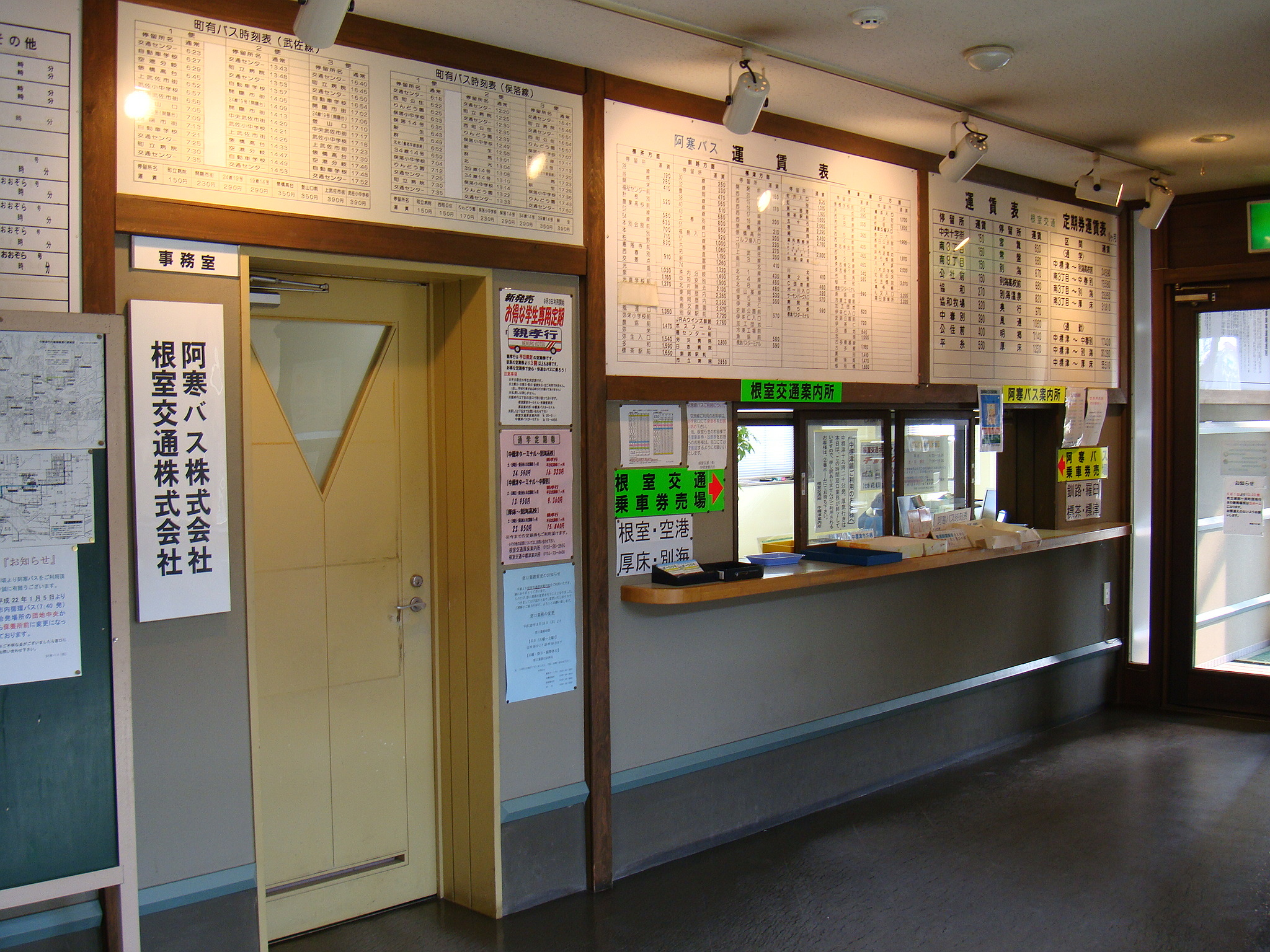
中標津案内所窓口。阿寒バスとは別だが事務所内は繋っており同じ係員が担当

- 北海道根室市光和町2丁目10-2 根室市観光インフォメーションセンター内
  - 根室駅前ターミナル、トラベルサービス併設。

有磯営業所
- 北海道根室市有磯町2丁目7
  - 旧・本社営業所

厚床案内所（廃止）
- 北海道根室市厚床1丁目211 JR厚床駅内

中標津案内所（廃止）
- 北海道標津郡中標津町東2条南3丁目1 中標津町交通センター内
  - 阿寒バスに委託する。

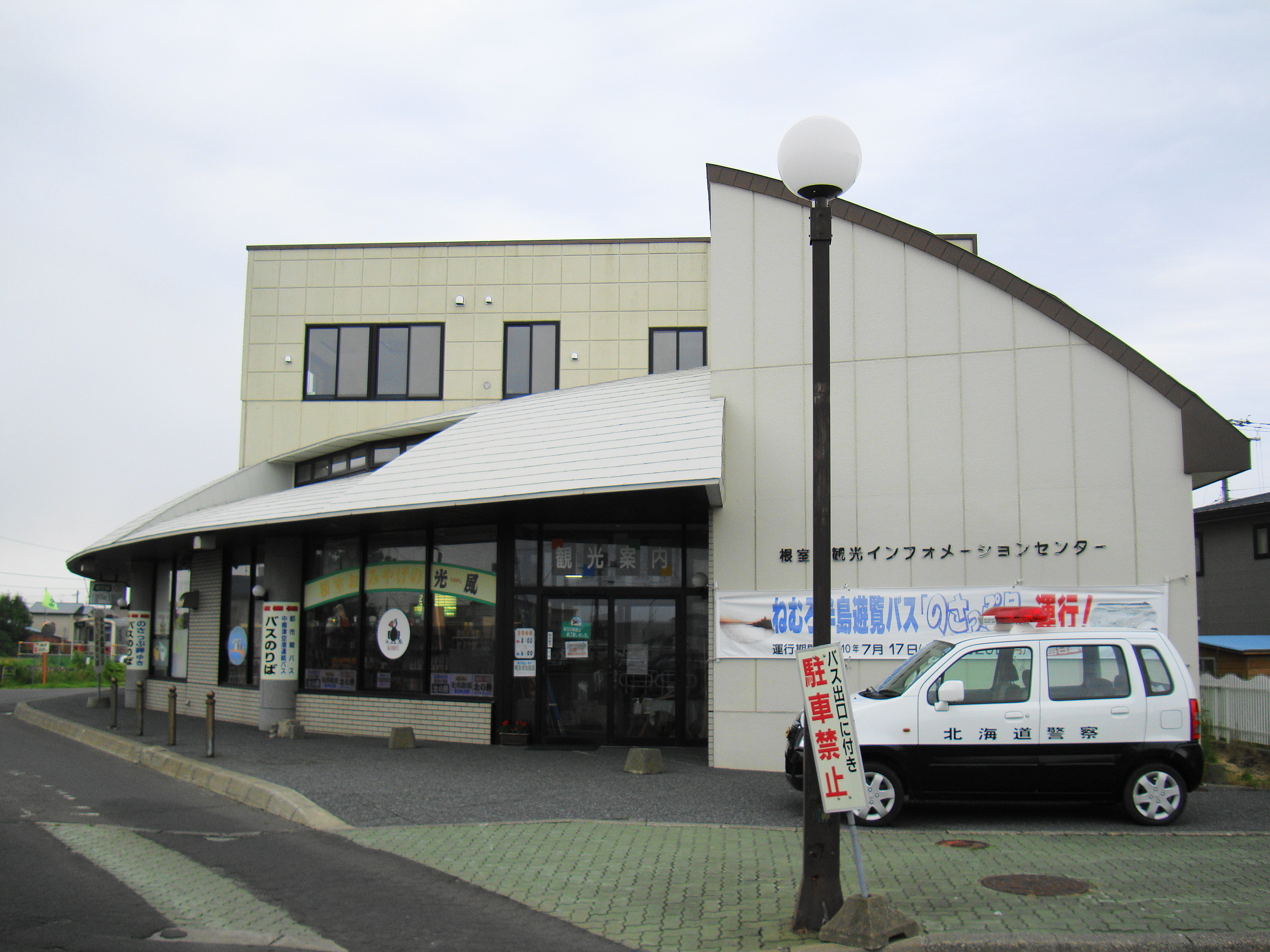
本社・根室駅前ターミナル（根室市観光インフォメーションセンター）
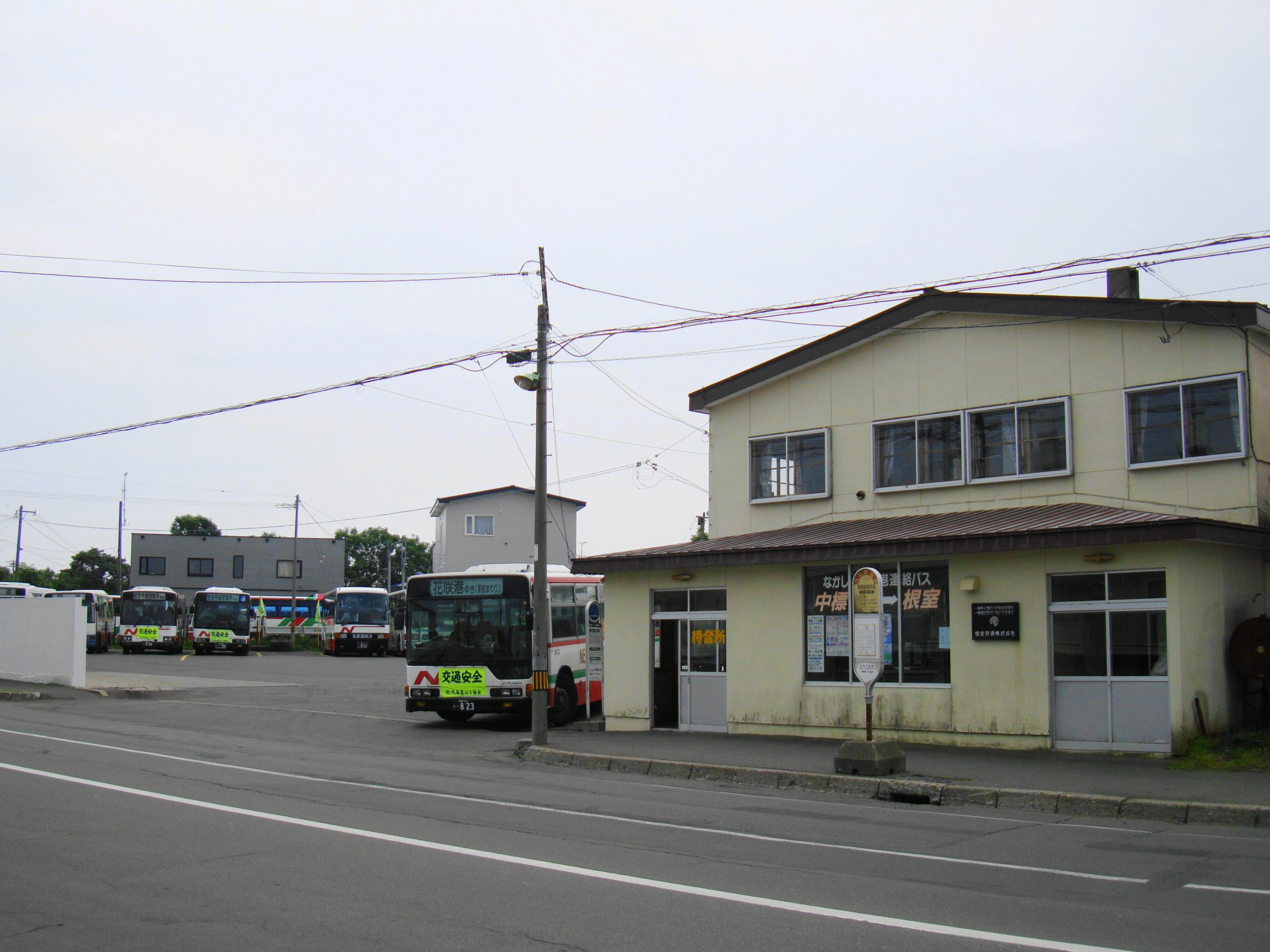
有磯営業所
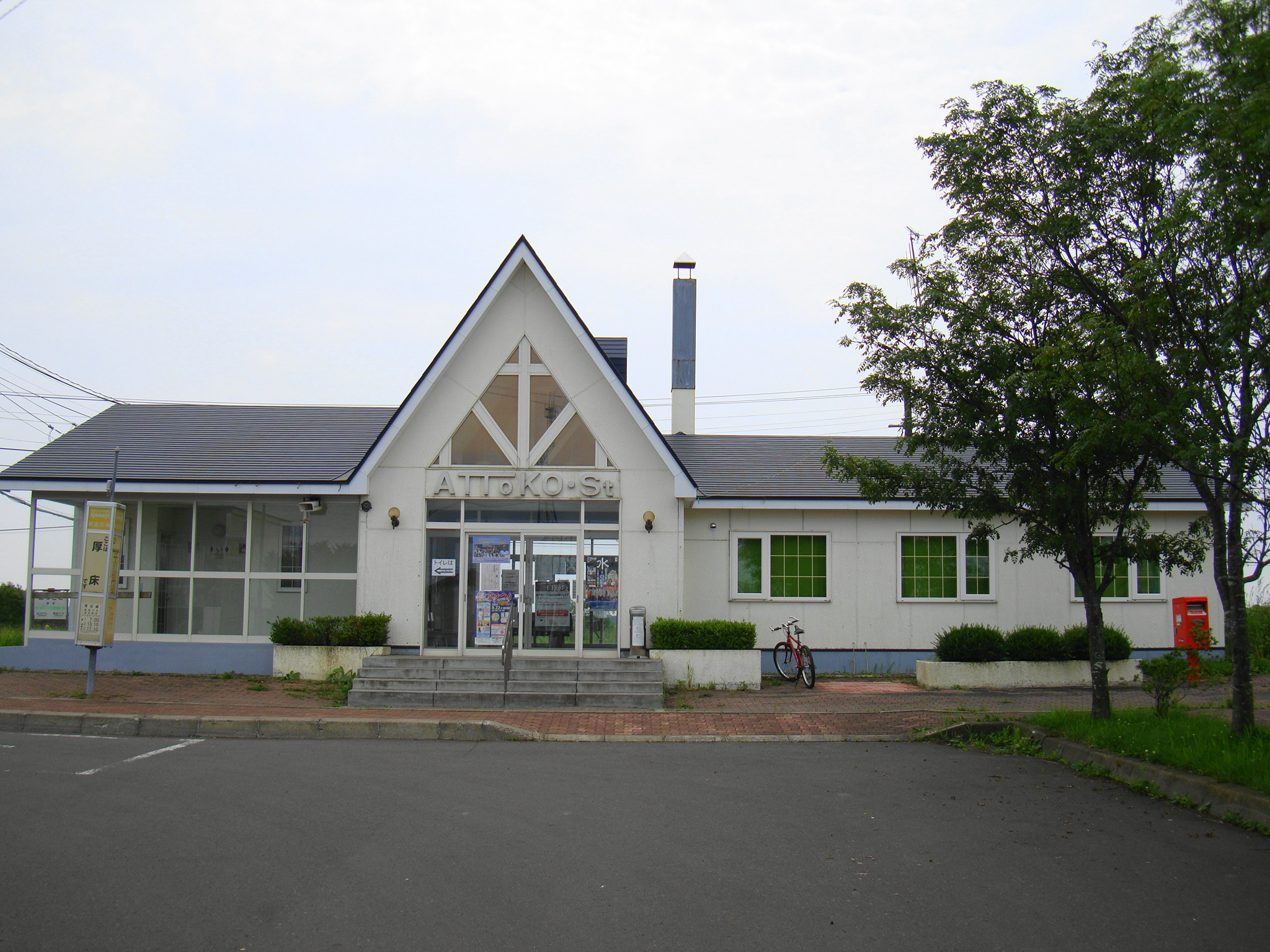
厚床案内所（JR厚床駅）
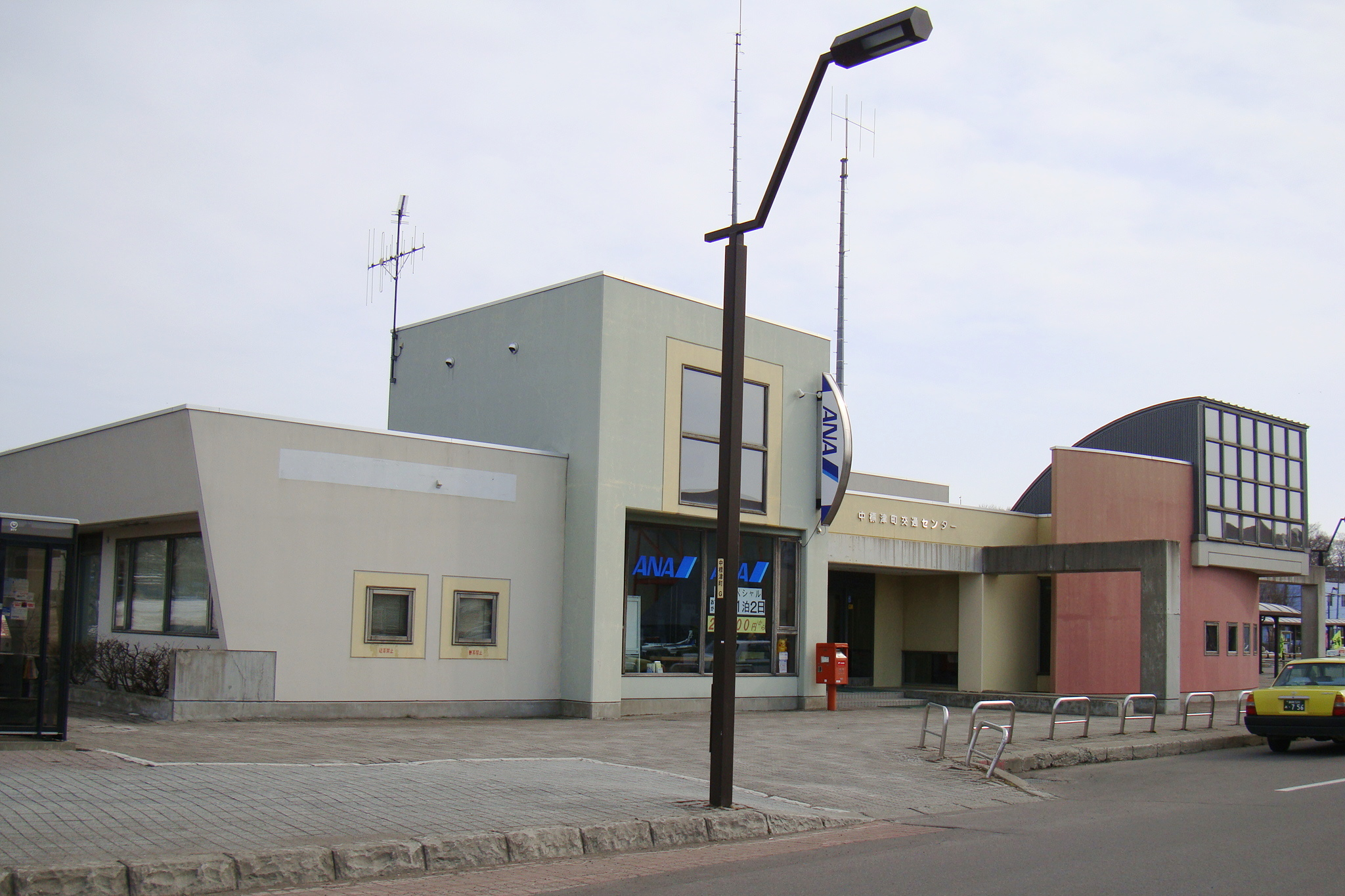
中標津案内所（中標津町交通センター）

## 路線バス
2023年（令和5年）11月20日現在。

### 都市間バス

#### 特急ねむろ号
| 釧路駅前に入線 |  | 釧路行が幌茂尻を出発 |
| 釧路駅前に入線 |  | 釧路行が幌茂尻を出発 |

- 有磯営業所・根室駅・厚床・浜中 - 市立釧路病院・MOO十字街・釧路駅前・くしろバス本社（くしろバスとの共同運行）

1988年（昭和63年）11月10日に直行で運行を開始。順次停留所を増設している。平日3往復、土日祝2往復の運行。一部の便は厚岸町内で乗務員交替が行われる。
都市間バスではあるが、従来より生活交通路線として国・道・沿線市町から補助を受けており、根室市・浜中町より釧路市内通院者への利便性確保のため主要病院5箇所を効率良く経由している。
予約制で運行していたが、2020年（令和2年）6月15日より予約不要となった。

#### オーロラ号

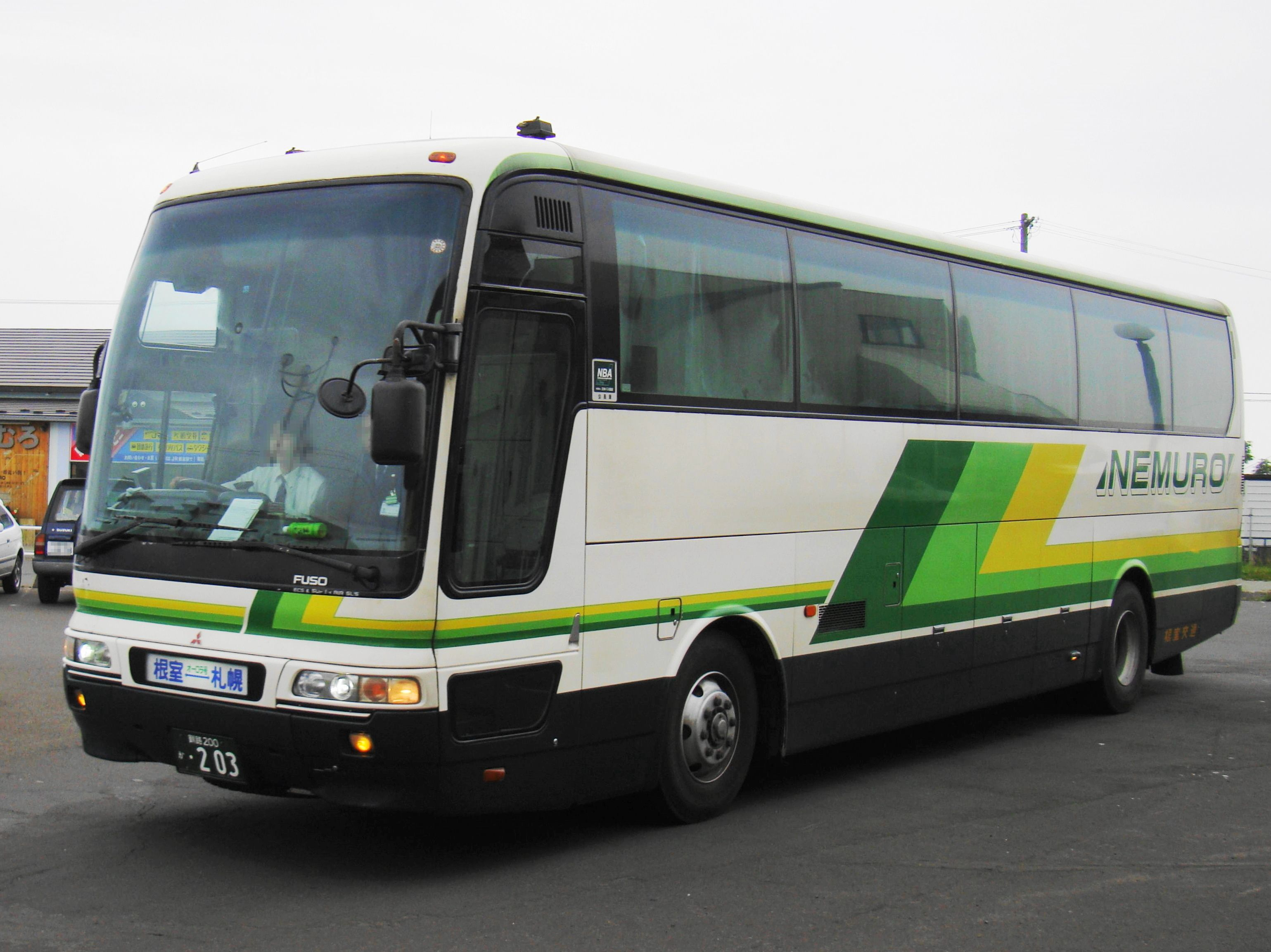
根室行が根室駅を出発

- 有磯営業所・根室駅・厚床・別海・中標津/直行 - 大通バスセンター・札幌駅前（北都交通と共同運行、直行便は2020年12月1日以来運休中）

夜行便のみの運行だが、繁忙期は昼行の臨時便が設定される場合がある。直行と別海・中標津経由各1往復の運行であったが、2011年（平成23年）4月1日より直行便は金曜 - 日曜、祝日・祝前日のみの運行に変更となった。根室発は根室駅前ターミナル始発・札幌駅前着、根室行は大通バスセンター始発・有磯営業所着で運行される。北都交通グループ運営のインターネット予約サイト「バスNAVI北海道」、2010年（平成22年）9月14日より提携を開始したWILLER TRAVELなどで受け付ける。
1992年（平成4年）8月7日から8月31日まで臨時直行便を運行し、同年11月20日より定期運行化されている。1993年（平成5年）7月20日より厚床を新設。1997年（平成9年）6月1日より別海・中標津経由便の運行を開始した。中標津の乗降場所となるトーヨーグランドホテルでは、オーロラ号利用者向けに喫茶室とロビーを待合所代わりに開放する。
両社で運行管理委託を行っており、本別町の乗務員休憩地点を境に根室側の運行を根室交通が、札幌側の運行を北都交通が担当する。

#### 釧路空港線
- 根室市内主要ホテル・根室駅 - 釧路空港

2023年（令和5年）11月20日から2024年（令和6年）2月11日まで実証運行。通年運行も視野に試験運行が行われる。予約はWILLER TRAVEL、阿寒バス子会社の阿寒バス商事などで受付。2021年（令和3年）12月14日から2022年（令和4年）2月13日まで週3便、2023年（令和5年）7月1日から同年10月31日までの毎日にも運行した。

### 一般路線

#### 納沙布線（太平洋回り）

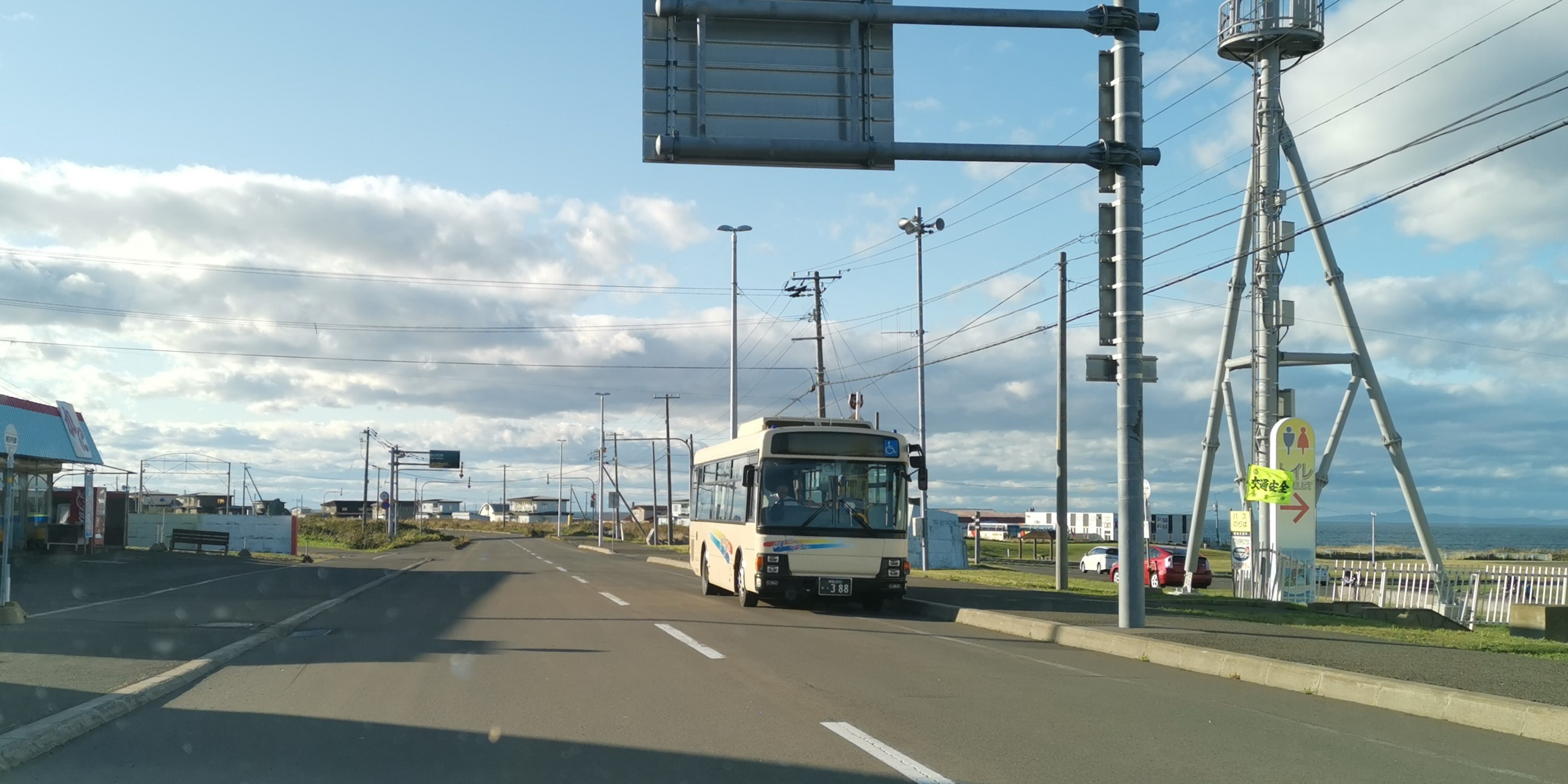
納沙布岬に停留中の車両

- 根室駅 - 市立病院前 - 有磯営業所 - 根室高校前 - 友知 - 双沖港 - 歯舞 - 珸瑶瑁 - 納沙布岬

日本本土最東端の地でもある納沙布岬にある納沙布灯台停留所は、日本最東端のバス停として知られる。

#### 花咲線
- 有磯営業所 - 望洋団地東 - 汐見町 - 市立病院前 - 根室駅 - 緑ケ岡団地前 - 老人ホーム入口 - 花咲港 - 花咲港西

#### 厚床線
- 有磯営業所 - 市立病院前 - 根室駅 - 西高入口 - 西高前 - 西浜町 - 北方四島交流センター入口 - 温根沼 - 白鳥台センター - 川口（ - 厚床小学校前） - 厚床

#### 公住循環線
- 公住入口 - 光洋中学校前 - 月ケ丘分岐点 - 有磯営業所 - 市立病院前 - 郵便局前 - 弥栄町1丁目 - 根室駅 - 光和公園前 - 成央小学校前 - 光洋中学校前 - 光洋町4丁目 - 公住入口

#### 西浜線
- 有磯営業所 - 市立病院前 - 郵便局前 - 弥栄町1丁目 - 根室駅 - 共立病院前 - 西高入口（→西高前→西浜町→）

#### 中標津空港線
- 有磯営業所 - 根室駅 - 西浜町 - 温根沼 - 道の駅スワン44ねむろ - 厚床駅前 - 別海高校 - 別海ぷらと前 - 中春別 -  中標津高校前 - 中標津ターミナル - 道立ゆめの森公園入口 - 中標津空港

厚床線・中標津線との並行区間は主要停留所に停車していたが、中標津線の廃止に伴い同経路上の停留所に停車するようになった。航空便に接続運行するが空港以外の停留所相互間も利用できる。予約不要だが、2010年（平成22年）12月20日より根室市街 - 中標津町内間に限りWILLER TRAVELで便指定事前決済を開始した。
根室市は中標津空港の母都市であるものの距離が遠く、当便の運行距離は約87km、起終点間の所要時間は約130分に及ぶ。
中標津空港出発便は航空便到着の30～40分後に発車時刻を設定しているが、大幅な到着遅れは待たずに出発する。
前述の通り、標津線廃止代替路線であった中標津線を統合したことで別海町～根室市を連絡する一般路線バスの役目も持つようになった。その意味合いもあり、別海町中心部及び中春別市街地を除く同町内区間にてフリー乗降制が採られている。

#### 落石線
- 市立病院前 - 有磯営業所前 - 根室高校前 - オワッタラウス - 花咲港 - 西和田 - 昆布盛 - 浜松 - 落石駅前 - 落石港

以前の経路は有磯営業所から駅前通りを経て和田市街より西和田以降へ向かう経路だったが、一度廃止になる。その後2023年4月1日から経路を変えて実証実験運行を開始。同年8月18日より正式に運行開始。

### 主な休廃止路線
納沙布線（オホーツク海回り）
- 根室駅 - 市立病院前 - 事代 - 原生花園 - 豊里 - 温根元小学校前 - 納沙布岬

汐見線
- 汐見町 - 緑町2丁目 - 花園町 - 根室駅 - 市立病院前 - 汐見町

温根元線
- 納沙布岬 - 旧温根元小学校前

中標津線
- 厚床 - 奥行 - 別海高校前 - 別海ぷらと前 - 平糸 - 中春別 - 協和 - 中標津

JR標津線廃止代替路線。2023年10月のダイヤ改正で廃止し、経路が重複している中標津空港線の停留所を充当することで補うほか、別海高校から中標津までの区間は阿寒バスが引き継いだ。

## 貸切バス
貸切バス事業においては2012年（平成24年）度より貸切バス事業者安全性評価認定制度の認定を取得し、平成28年度の更新申請で最上位である三つ星の認定を受けている。
営業所が根室市の有磯営業所1カ所であり、本来の営業区域は釧路・北見・帯広の各運輸支局管内であるが、前述の認定を受けたことに伴い、2013年（平成25年）4月から北海道運輸局が実施している営業区域の弾力的な運用に関する特例の適用を受け、北海道全域での営業が許可されている。
また、道東地区事業者10社で組織する東北海道貸切バス事業協同組合（BUS CENTER）に加盟しているが、同組合の発足から一度も共通塗装を導入したことがない。

## 車両
| 同一車両 従来塗装からクリーム色1色に変更 |  | 同一車両 従来塗装からクリーム色1色に変更 |
| 同一車両 従来塗装からクリーム色1色に変更 |  |                                          |

### 車両概説
かつて名鉄グループであったこともあり三菱製が多かったが、近年は親会社である北都交通と共同調達を行うためか、いすゞ製（新車・中古車ともに導入）の導入が多い。また、中古車では日野やUDトラックス（旧:日産ディーゼル）製も多く導入され、現在では大型車メーカー4社全ての車両を保有している。
路線バスは赤と白のいわゆる「名鉄カラー」であったが、名鉄カラーに緑色のラインを加えて前面にNemuroの"N"をアレンジした塗装が多くを占める。中古車には貸切バス新塗装の色違いや前事業者の塗装をそのまま流用する車両などが存在する。
都市間バスは、オーロラ号は北都交通共通塗装または貸切バス新塗装を用いる。共通塗装は"HOKUTO"が"NEMURO"となり、方向幕は北都交通（北都交通からの移籍車を含む）の「札幌←→根室」に対して「根室←→札幌」とするなどの差違がある。特急ねむろ号は北都交通から移籍した釧路孝仁会記念病院のラッピング広告車が中心となる。
貸切バスは路線バスと共通の塗装が大半だが、2008年（平成20年）より新塗装が登場した。

### 車両の画像一覧

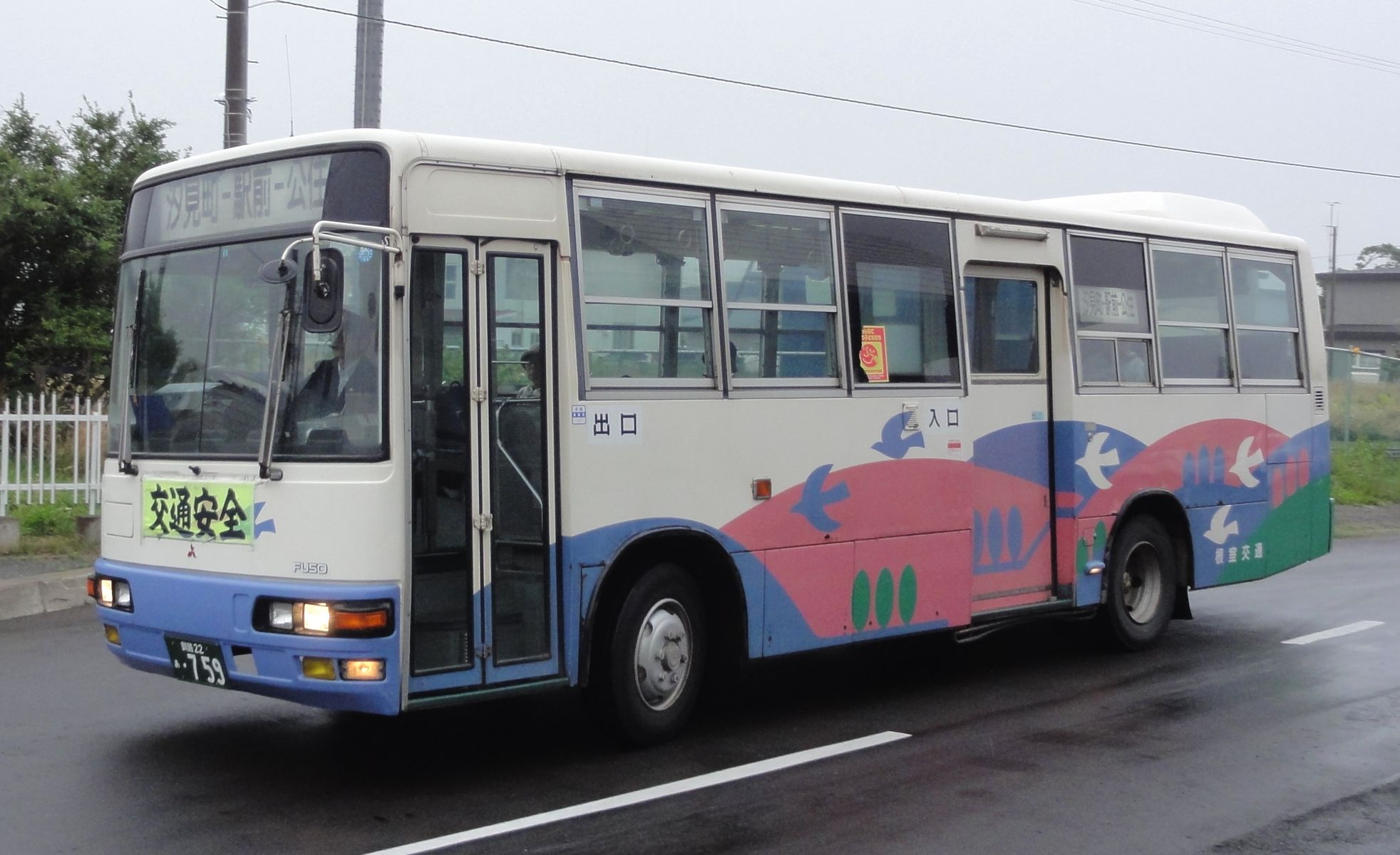
路線バス
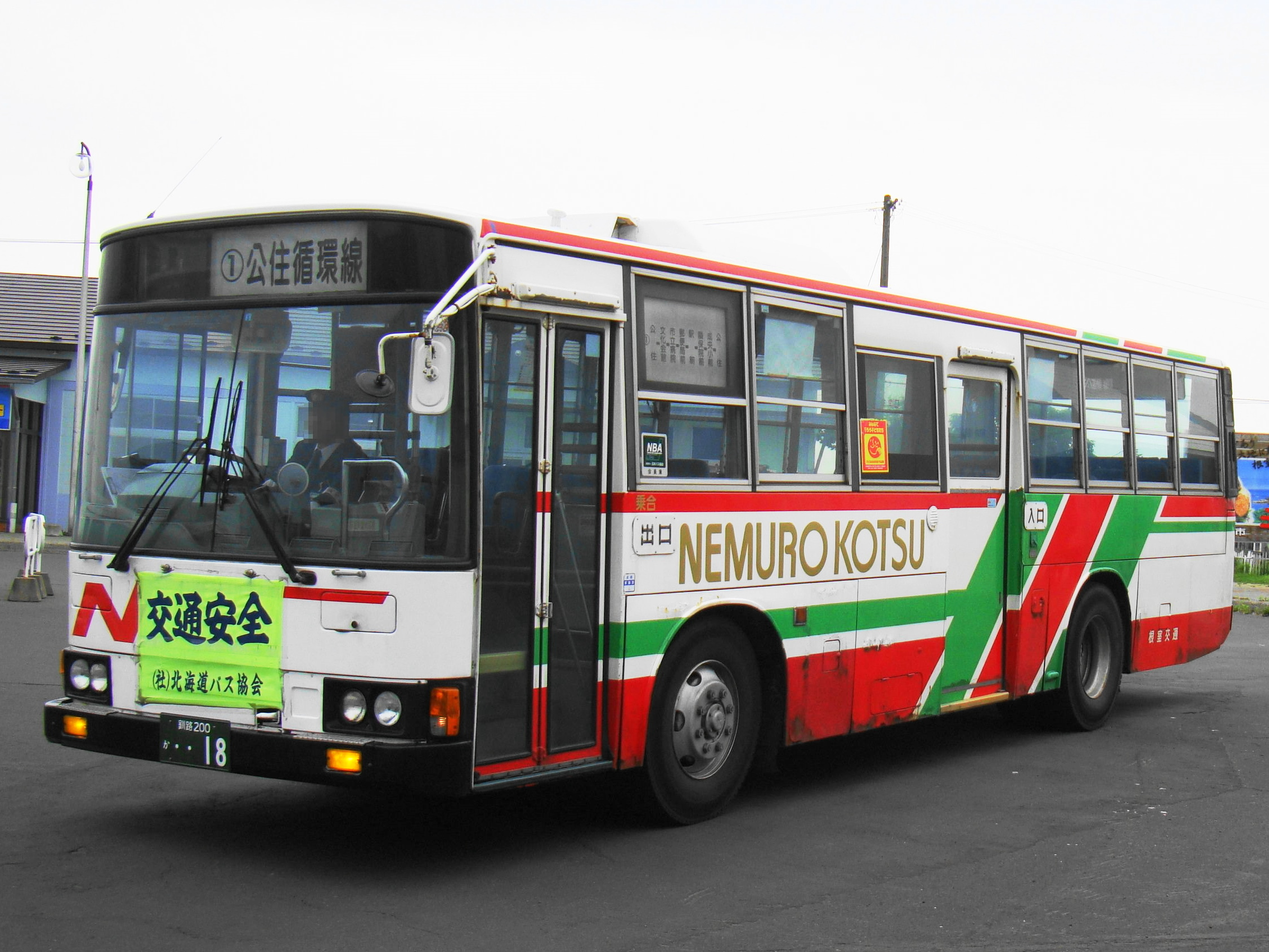
横浜市交通局（横浜市営バス）からの移籍車
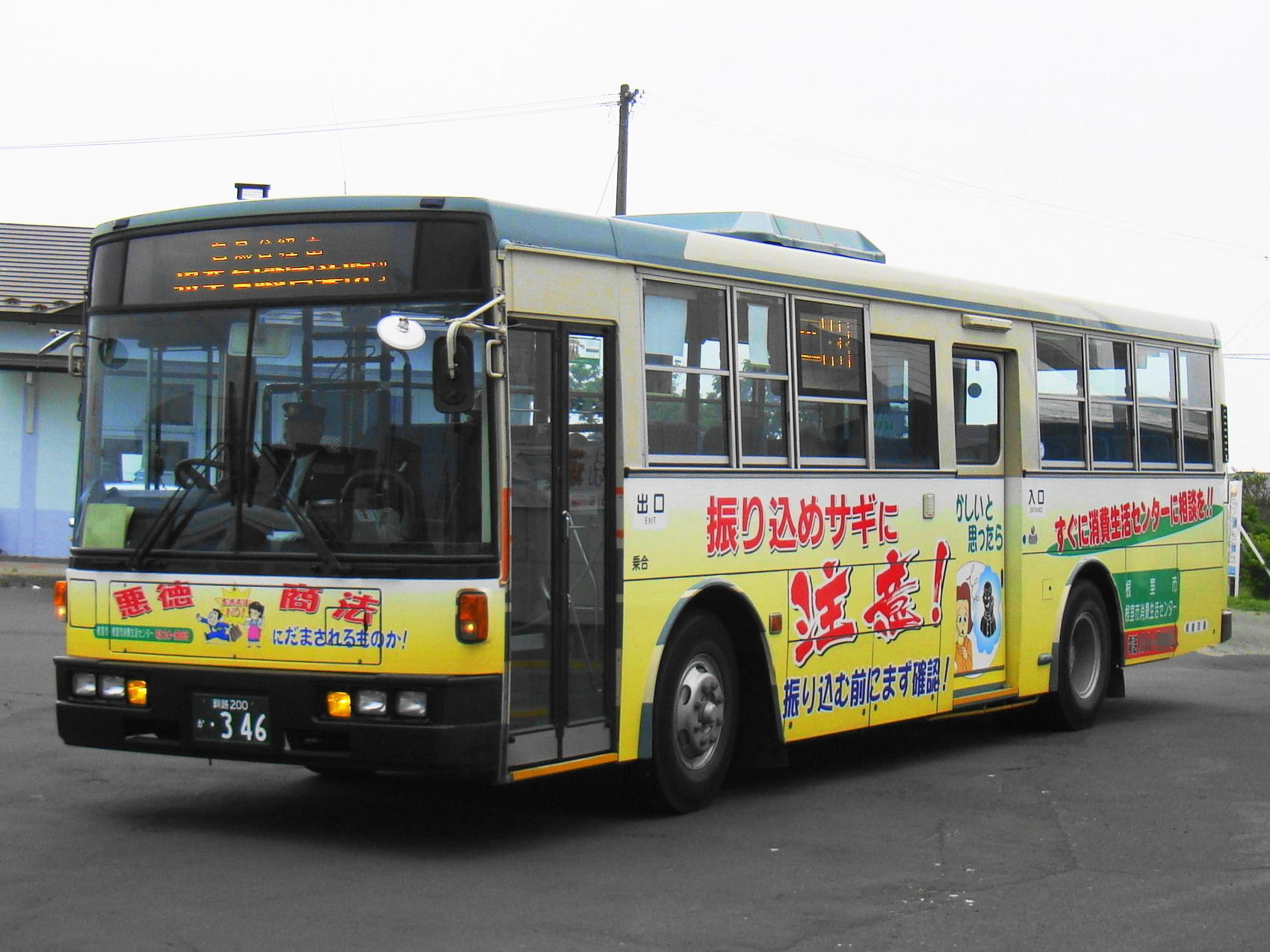
西武バスからの移籍車
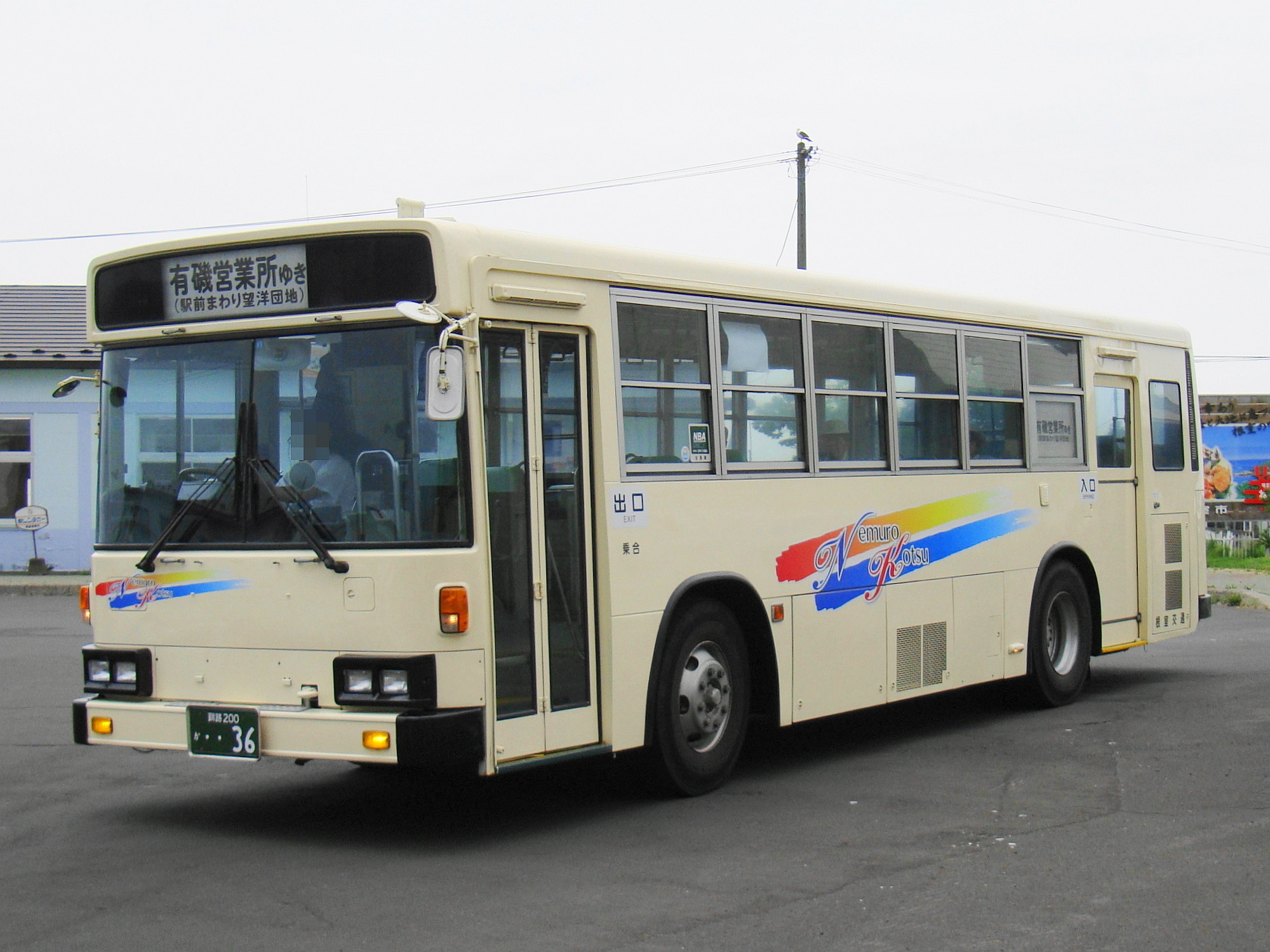
大阪市交通局（大阪市営バス）からくしろバスへ移籍後に再移籍した車両
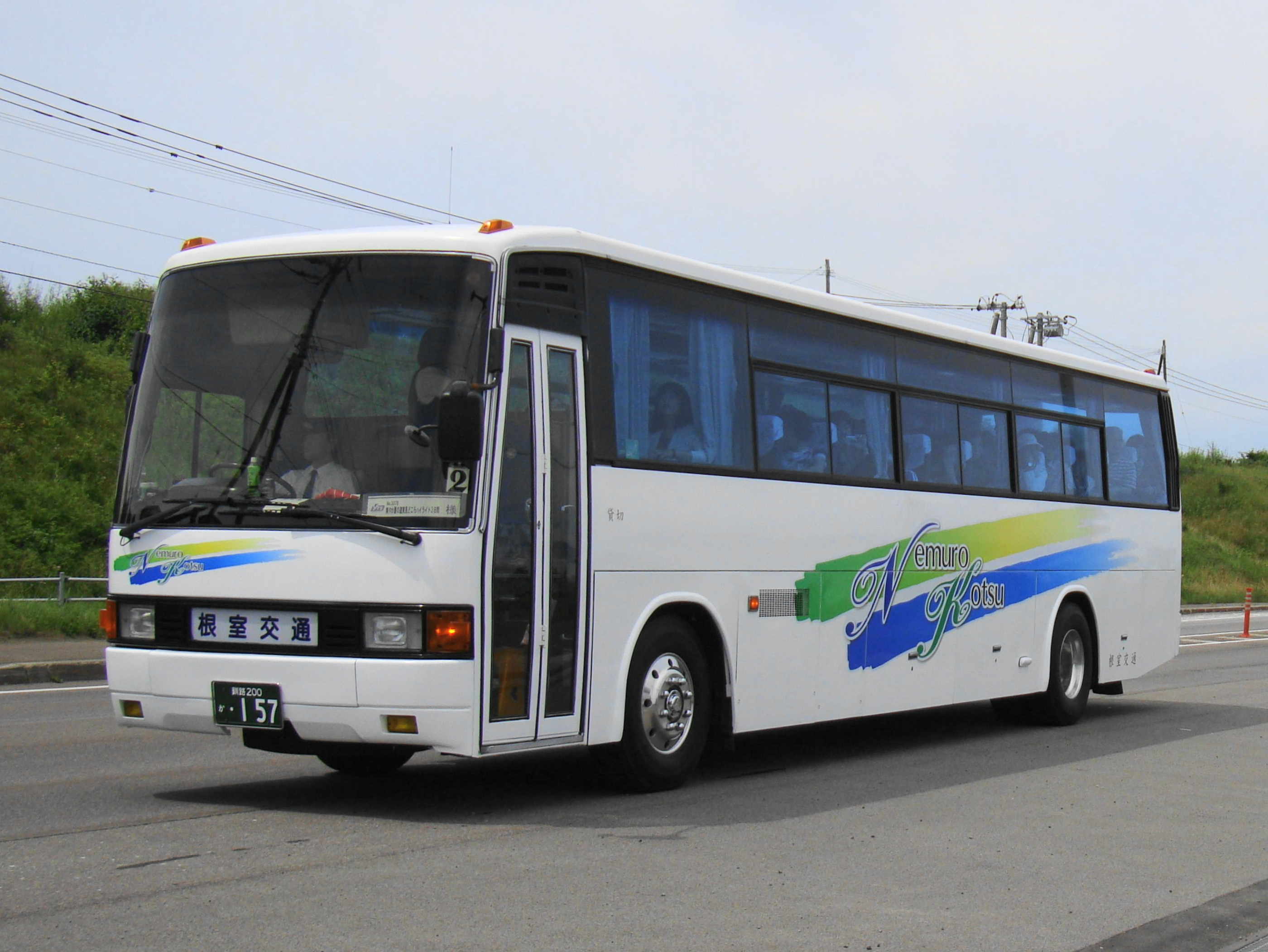
貸切バス
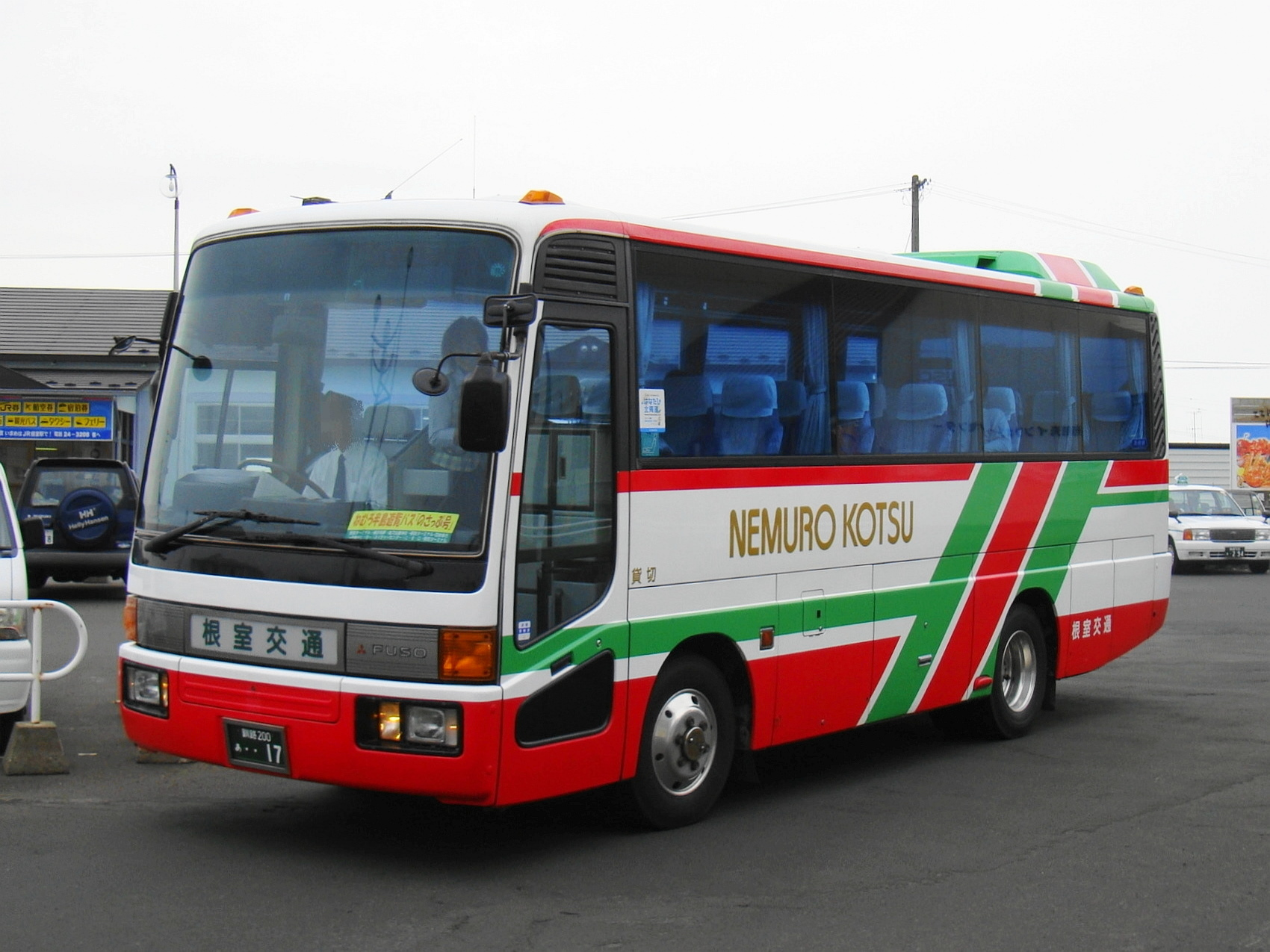
定期観光バスで運用される貸切バス
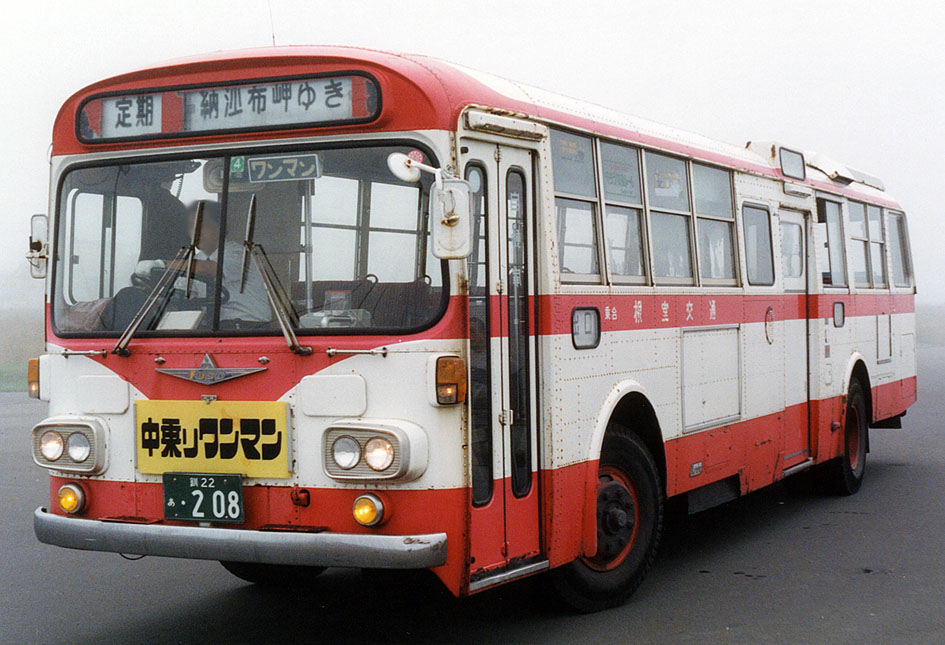
過去の車両:路線バス（旧塗色、三菱B805N）
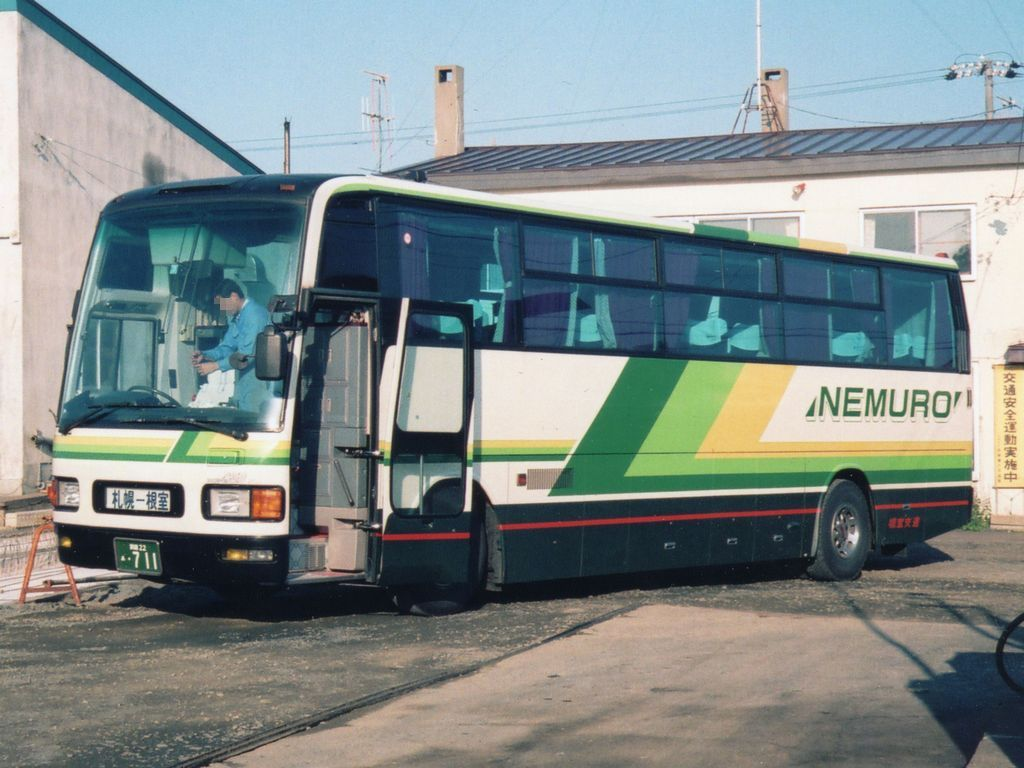
過去の車両:オーロラ号（1994年撮影）

## 事故

### 特急ねむろ号の路外逸脱事故
根室交通運行の特急ねむろ号において、2009年に乗務員の運転上の不注意が原因で築堤された国道44号から走行車両が逸脱し、道路脇の草地帯へ転落する事故が8月19日と9月10日に立て続けに発生した。それぞれの乗客に負傷者が生じたが軽傷であった。
事故の原因として、前者は乗務員が無線機操作に気を取られ脇見運転、後者は運行遅延に気を焦りハンドル操作を誤ったものであったと同社から発表された。これを受け、同年9月15日に北海道運輸局釧路運輸支局が根室交通に対して道路運送法に基づく臨店監査を実施する事態となった。また、根室交通は公式サイト上に再発防止策の策定など対処を進める旨の文書を公開している。お知らせ (PDF) 